# عقده‌های قاعده‌ای
عقده‌های قاعده‌ای یا گانگلیون‌های پایه (به انگلیسی: Basal ganglia) که هسته‌های قاعده‌ای نیز خوانده می‌شوند از پنج هسته زیرقشری مغز تشکیل شده‌اند. عقده‌های قاعده‌ای از این نظر دارای اهمیت هستند که نقش مهمی در عمل کنترل حرکتی ایفا می‌کنند. هسته‌های این ناحیه به دلیل ارتباطاتی که با هم و دیگر قسمت‌های مغز دارند، در کنترل حرکت شرکت می‌کنند، اگرچه پیام مستقیم به طناب نخاعی جهت کنترل حرکتی نمی‌دهند. غده‌های قاعده‌ای پیام‌های اولیه را از قشر مغز می‌گیرند و پیام‌های خود را از راه تالاموس به قسمت‌های مختلف قشر مغز می‌فرستند.

## اجزای عقده‌های قاعده‌ای

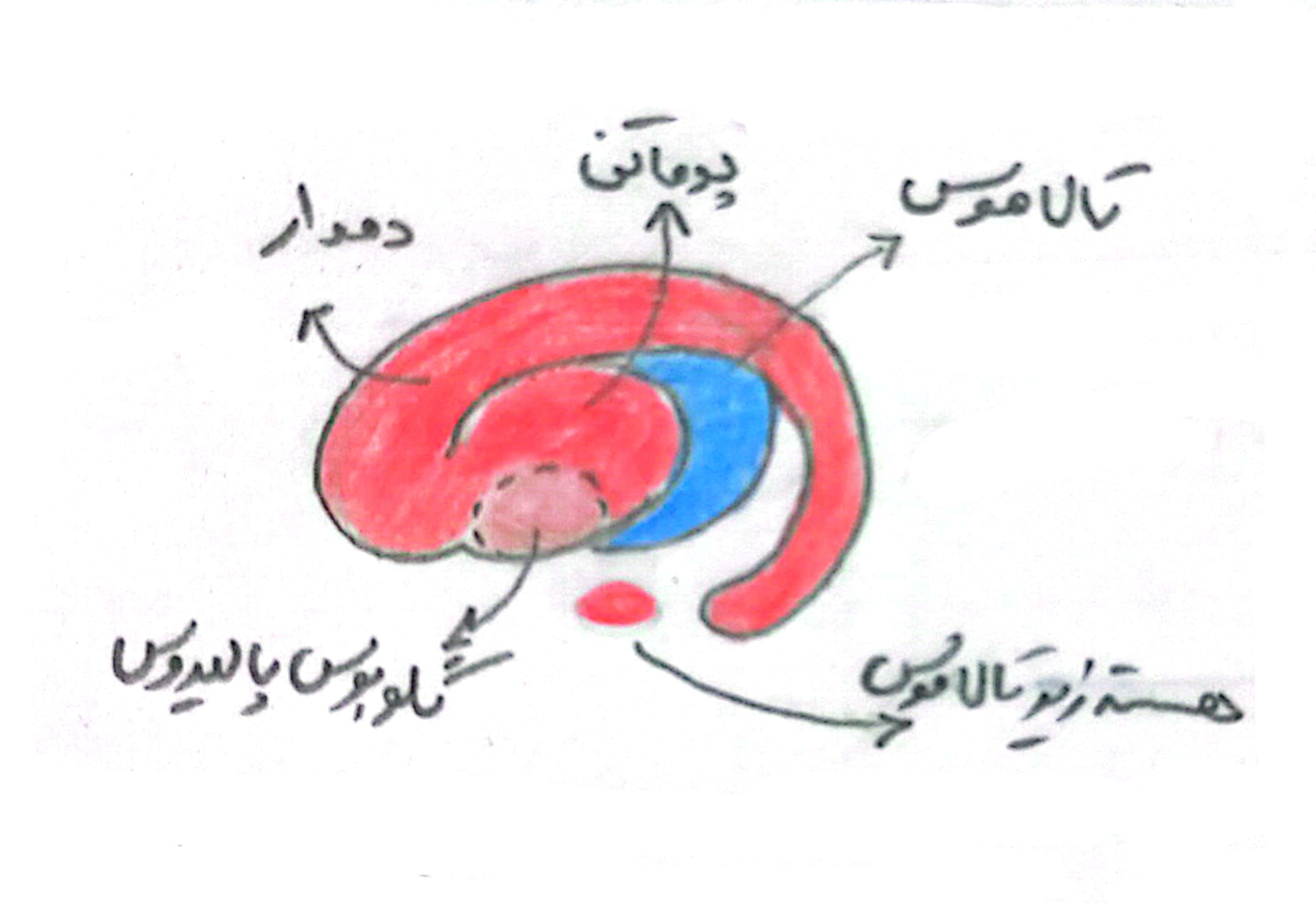
عقده‌های قاعده‌ای به تفکیک

از هشت عقده تشکیل می‌شوند که عبارتنداز:
- جسم مخطط (striatum) بطنی و خلفی:
  - هسته آکومبنس (nucleus accumbens)!
  - غده بویایی (olfactory tubercle)!
  - غلاف (Putamen)
  - هسته دم‌دار (Caudate)
- گوی رنگ‌پریده (Globus pallidus)
- هسته زیرنهنجی (subthalamic nucleus)
- توده سیاه (substantia nigra)
- رنگ پریده بطنی (Ventral pallidum)!

## نقش عقده‌های قاعده‌ای(BG)
حرکات چشم
یکی از زمینه‌های به شدت مطالعه شده عقده‌های قاعده‌ای، نقش آن در کنترل حرکات چشم‌ها می‌باشد. حرکت چشم توسط شبکه گسترده‌ای از نواحی مغز کنترل می‌شود که با یک ناحیه در مغز میانجی به نام کولیکولوس فوقانی (SC) همگرا می‌شوند. SC یک ساختار لایه بندی شده است که لایه‌های آن نقشه‌های دو بُعدی رتینوپیک فضای بینایی را تشکیل می‌دهند.
SC پیام‌های مهار کننده قوی از غده‌های‌های قاعده‌ای، فرستاده از توده سیاه پارس رتیکولار دریافت می‌کند. نورون‌های پارس رتیکولار معمولاً به‌طور پیوسته با نرخ بالایی فعالیت می‌کند، اما به محض حرکت چشم از حرکت «متوقف می‌شوند» و بدین ترتیب SC را آزاد تر می‌کنند. نورون‌های بخش‌هایی از هسته دم‌دار همچنین فعالیت مرتبط با حرکات چشم نشان می‌دهند. از آنجا که اکثریت سلول‌های هسته دم دار در نرخ بسیار پایین فعالیت می‌کنند، حرکات چشم همیشه افزایش نرخ آتش در نورون‌های این بخش را نشان می‌دهد. حرکت چشم با فعالسازی هسته دم‌دار آغاز گشته که توده سیاه رتیکولار را از طریق سلول‌های گابائرژیک مهار کرده و بدین ترتیب SC را از مهار شدن رها می‌سازد.
مهم‌ترین نقش عقده‌های قاعده‌ای، کنترل حرکت و تنظیم وضعیت بدن است. البته باید در نظر داشت که این سیستم همراه با قشر حرکتی و مخچه عملاً به صورت یک واحد عمل می‌کند و نمی‌توان اعمال مجزایی را به‌طور کامل به قسمت‌های مختلف عقده‌های قاعده‌ای نسبت داد. با وجودی که انتساب یک عمل واحد به تمام عقده‌های قاعده‌ای غلط است، یکی از اثرات عمومی تحریک منتشر عقده‌های قاعده‌ای، مهار کردن تنوس عضلانی در سراسر بدن است که این اثر ناشی از پیام‌های مهاری (Inhibitory) است که از عقده‌های قاعده‌ای به قشر حرکتی و قسمت تحتانی ساقه مغز انتقال می‌یابند.
تصور می‌شود که عقده‌های قاعده‌ای(BG)در سطوح بالایی از کنترل حرکتی نقش دارند که به عنوان مثال می‌توانیم به طراحی، برنامه‌ریزی و اجرای عملکردهای حرکتی پیچیده اشاره کنیم. بررسی‌های به عمل آمده نشان می‌دهد که عقده‌های قاعده‌ای به حس عمقی و همچنین جهت حرکت حساس هستند و این پیام‌ها احتمالاً در کنترل پیشرفت حرکت مرتباً استفاده می‌شوند.

## ضایعه عقده‌های قاعده‌ای
اختلالات حرکتی در اثر آسیب‌های مربوط به عقده‌های قاعده‌ای با توجه به ناحیه آسیب باعث ایجاد دو مشکل در فرد می‌شوند:
- افزایش حرکات
- کاهش حرکات

در ارتباط با افزایش حرکات به موارد زیر می‌توان اشاره کرد:
- لرزش(Tremor). این حرکات، نوسانی و ریتمیک است.
- کره (Chorea). کره عبارت است از حرکات ناگهانی، نامتقارن و کوتاه مدت عضلات اندامها و صورت. در این حالت، حرکات برای چند ثانیه انجام می‌شود و سپس یک طرح حرکتی دیگری پس از آن شروع می‌شود؛ بنابراین حرکات نامنظم و غیرارادی یکی پس از دیگری ایجاد می‌شود.
- آتتوز(Athetosis). آتتوز با حرکات مداوم، نامنظم، غیرارادی و کرمی شکل در قسمت انتهایی اندامها و تنه که ممکن است حتی درضمن خواب هم ایجاد شوند، شناخته می‌شود و حرکت ارادی ممکن است غیرممکن باشد.[۵]
- همی‌بالیسموس (Hemiballismus). همی‌بالیسموس به علت ضایعه (معمولاً آسیب عروقی) هسته ساب‌تالامیک ایجاد می‌شود و این وضعیت به صورت حرکات غیرقابل کنترل پرتابی شدید و ناگهانی عضلات یک یا هر دو اندام در طرف مقابل تظاهر می‌کند.[۵]

مواردی که باعث کاهش حرکات می‌شوند عبارتنداز:
- کندی حرکات (Bradykinesia)
- عدم حرکت یا آکینزی (Akinesia)
- دیستونی (Dystonia) یا بدقَوامی ماهیچه‌ها. به انقباض غیرارادی و مداوم گروهی از عضلات که باعث وضعیت ثابت بدن می‌شود، دیستونی گویند. دیستونی ممکن است باعث تغییر شکل بدن گردد.

شایعترین بیماری غده‌های قاعده‌ای، بیماری پارکینسون(Parkinson's disease)است که معمولاً در دهه پنجم زندگی رخ می‌دهد. مهم‌ترین علایم بیماری پارکینسون شامل موارد زیر است:
1. کندی حرکت
2. لرزش در حالت استراحت (Resting tremor)
3. عدم حرکت یا آکینزی
4. سخت‌شدگی (Rigidity) که نوع خاصی از سفتی عضلانی است.